# Trajko Veljanovski

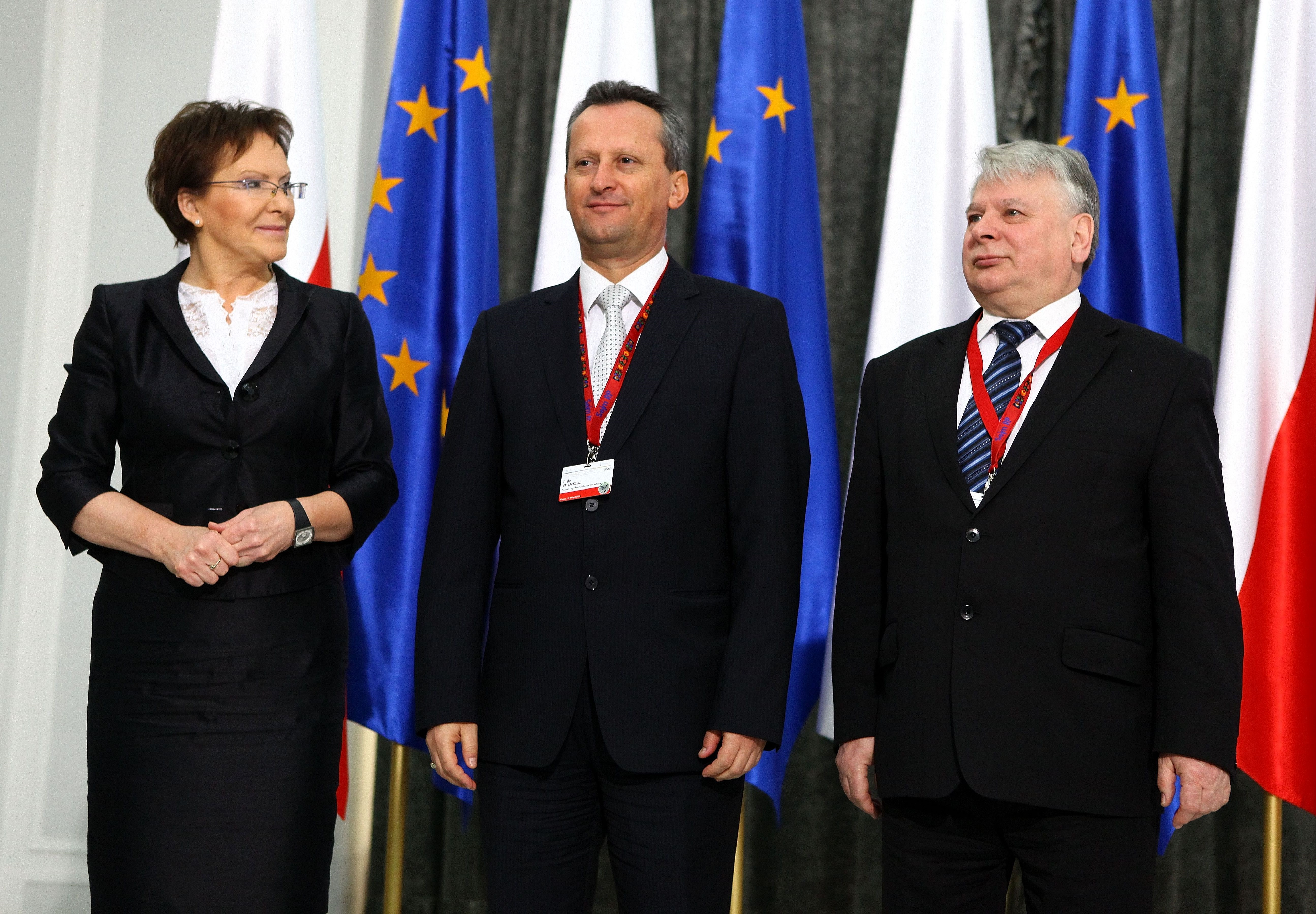
Trajko Veljanovski (medio) en la Sejm de la República de Polonia (2012)

Trajko Veljanovski es vicepresidente de Macedonia del Norte y el presidente del Parlamento macedonio. Nació el 2 de noviembre de 1962, y se graduó de la Universidad Ss. Cirilo y Metodio para trabajar como abogado hasta 1999.

## Política
Se inició en la política en 1993 al unirse a VMRO-DPMNE. Fue elegido subsecretario en el Ministerio de Justicia en el Parlamento de Macedonia en 1999, y luego fue nombrado ministro en el mismo Ministerio.
En las elecciones de 2006 fue elegido miembro de la Asamblea. En las elecciones de 2008 fue reelegido y se convirtió en el presidente del parlamento macedonio.